# Réka Varga

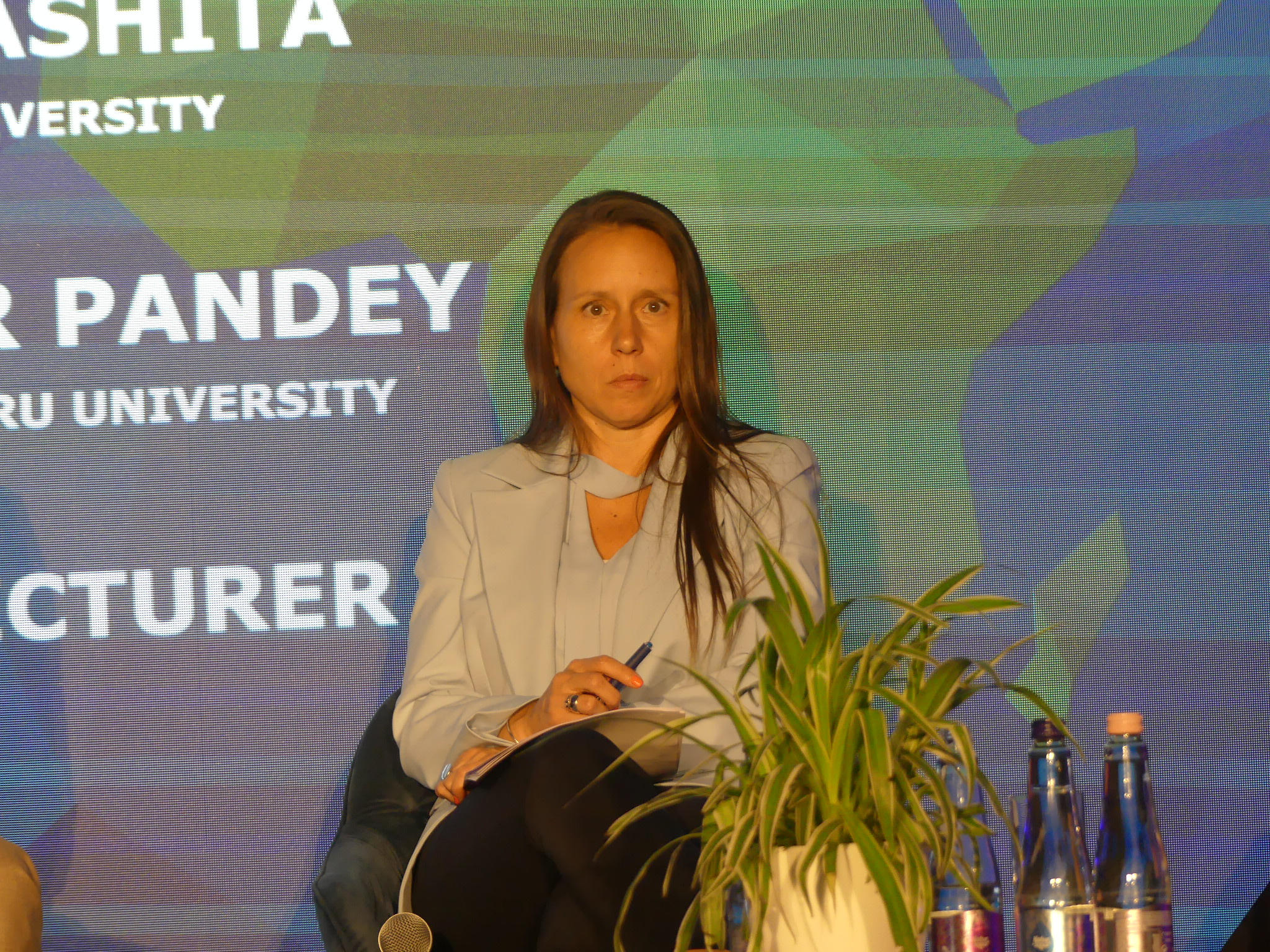
Réka Varga (2023)

Réka Varga (* 10. Februar 1977 in Budapest) ist eine ungarische Richterin. Seit 2023 ist sie Richterin am Verfassungsgericht von Ungarn.

## Leben und Wirken
Varga studierte ab 1995 Rechtswissenschaften an der Eötvös-Loránd-Universität, wo sie 2001 ihren Abschluss machte. Anschließend war sie als rechtliche Beraterin beim Internationalen Komitee vom Roten Kreuz tätig. Ab 2004 war sie zudem Lehrbeauftragte, später assoziierte Professorin an der Rechts- und Staatswissenschaftlichen Fakultät der Katholischen Péter-Pázmány-Universität. 2009 wechselte sie von der Internationalen Organisation an die nationale ungarische Organisation des Roten Kreuzes. 2013 wurde sie von der Katholischen Péter-Pázmány-Universität mit einer völkerstrafrechtlichen Schrift summa cum laude zur Dr. iur. promoviert. 2016 trat sie als Leiterin der Hauptabteilung für Internationales Recht in den Dienst des ungarischen Ministeriums für Außenwirtschaft und Auswärtige Angelegenheiten, wo sie 2019 Generalsekretärin des Büros des Beauftragten für Grundrechte wurde. 2020 wechselte sie als Beraterin für internationales Recht in das ungarische Justizministerium. Seit 2022 ist sie an der Katholischen Péter-Pázmány-Universität einen ordentlichen Lehrstuhl am dortigen Institut für Völkerrecht inne, außerdem hat sie einen ordentlichen Lehrstuhl an der Nationalen Universität für den Öffentlichen Dienst inne und ist die Dekanin der dortigen Fakultät für Staatswissenschaften und Internationale Studien.
Das ungarische Parlament wählte Varga am 4. Juli 2023 zur Richterin am Verfassungsgericht; ihre Stellung trat sie am 2. September 2023 an. Vom 19. Juni 2024 bis zum 26. März 2025 war sie Vizepräsidentin des Verfassungsgerichtshofs.